# مایکل کربلر
مایکل کربلر (انگلیسی: Michael Krabler؛ زادهٔ ۲۲ اکتبر ۱۹۹۶) بازیکن فوتبال اهل آلمان است.
از باشگاه‌هایی که در آن بازی کرده‌است می‌توان به باشگاه فوتبال اینگولشتات ۰۴ اشاره کرد.